# Stilbus atomarius
Stilbus atomarius är en skalbaggsart som först beskrevs av Carl von Linné 1767.  Stilbus atomarius ingår i släktet Stilbus, och familjen sotsvampbaggar. Arten är reproducerande i Sverige.